# Clavatula milleti
Clavatula milleti é uma espécie de gastrópode do gênero Clavatula, pertencente a família Clavatulidae.